# Tina Louise
Tina Louise, nata Tina Blacker (New York, 11 febbraio 1934), è un'attrice, cantante e scrittrice statunitense.
Ha lavorato anche in Italia, ma la sua fama è legata al personaggio di Ginger Grant nella serie televisiva L'isola di Gilligan.

## Biografia
Nata a New York da una famiglia ebraica, il nome Louise venne aggiunto durante gli anni del liceo, poiché la ragazza era infatti l'unica della sua classe al corso di recitazione a non avere un secondo nome. Frequentò quindi l'Università di Oxford e in questo periodo iniziò a prendere lezioni di canto, ballo e recitazione, e a posare come modella per le riviste del tempo in cui furoreggiavano le pin-up.
Il debutto come attrice avvenne nel 1952 a Broadway con Two's company, una rivista musicale con protagonista Bette Davis. Le sue apparizioni teatrali le consentirono di ottenere alcuni piccoli ruoli in alcune produzioni televisive. Nel 1957 partecipò assieme a Julie Newmar al musical di successo Li'l Abner e pubblicò il suo primo disco, It's time for Tina, che verrà ristampato sia in formato CD che su ITunes.
Nel 1958 fece il suo debutto a Hollywood ne Il piccolo campo e venne subito eletta come la "rossa più bella del mondo" dal National Art Council. Arrivarono numerosissime offerte di lavoro, grazie anche ad alcune immagini pubblicate su Playboy, su precise disposizioni della sua casa di produzione, la Columbia Pictures. All'inizio degli anni sessanta girò alcuni film in Italia, tra cui Viva l'Italia di Roberto Rossellini.
Tornata negli USA, si iscrisse all'Actors Studio di Lee Strasberg, alternando poi lavori per la televisione e per il teatro. Nel 1964 arrivò la svolta decisiva per la sua carriera: dopo il rifiuto di Jayne Mansfield, la Louise venne infatti scritturata per interpretare Ginger Grant, la star del cinema naufragata con altri personaggi ne L'isola di Gilligan. Nonostante il grande successo ottenuto con questo ruolo televisivo, preoccupata di rimanere legata per sempre al personaggio, fu felice della chiusura della serie avvenuta nel 1967.
Negli anni settanta cercò di cambiare la sua immagine e di affrontare ruoli più drammatici, riuscendo ad ottenere ottime critiche per il suo ruolo ne La fabbrica delle mogli. Negli anni successivi continuò a partecipare in modo più o meno regolare a diverse serie televisive di successo come Kojak, Dallas e Santa Barbara, ma rifiutò di riprendere il ruolo di Ginger nei film realizzati come ideale seguito de L'isola di Gilligan, pur partecipando, sia pure in maniera fugace, a vari talk-show e celebrazioni dedicate alla stessa serie.
Secondo alcune voci, il suo rifiuto fu dovuto ai rapporti non idilliaci con la star della serie Bob Denver, ma lei scrisse una commovente lettera di addio che venne pubblicata su Entertainment Weekly in occasione della morte dell'attore.
L'attrice risiede attualmente nella sua città natale, New York, dove, oltre ad essere ancora membro dell'Actors Studio, sostiene come insegnante volontaria Leaming Leaders, un'organizzazione no-profit che aiuta i giovani studenti della città.
Nel 2005 ha pubblicato un libro di memorie e, successivamente, due libri dedicati all'infanzia.

## Filmografia

### Cinema
- Il piccolo campo (God's Little Acre), regia di Anthony Mann (1958)
- L'agguato (The Trap), regia di Norman Panama (1959)
- Il boia (The Hangman), regia di Michael Curtiz (1959)
- La notte senza legge (Day of the Outlaw), regia di André De Toth (1959)
- L'assedio di Siracusa, regia di Pietro Francisci (1960)
- Saffo, venere di Lesbo, regia di Pietro Francisci (1960)
- Viva l'Italia, regia di Roberto Rossellini (1961)
- Area B2: attacco! (Armored Command), regia di Byron Haskin (1961)
- For Those Who Think Young, regia di Leslie H. Martinson (1964)
- Il fischio al naso, regia di Ugo Tognazzi (1967)
- Missione compiuta stop. Bacioni Matt Helm (The Wrecking Crew), regia di Phil Karlson (1968)
- How to Commit Marriage, regia di Norman Panama (1969)
- Il grande giorno di Jim Flagg (The Good Guys and the Bad Guys), regia di Burt Kennedy (1969)
- Lieto fine (The Happy Ending), regia di Richard Brooks (1969)
- La fabbrica delle mogli (The Stepford Wives), regia di Bryan Forbes (1975)
- Ridere per ridere (The Kentucky Fried Movie), regia di John Landis (1977)
- Arizona campo 4 (Mean Dog Blues), regia di Mel Stuart (1978)
- Canicola (Canicule), regia di Yves Boisset (1984)
- Hell Riders, regia di James Bryan (1984)
- Non giocate con il cactus (O.C. and Stiggs), regia di Robert Altman (1985)
- Evils of the Night, regia di Mohammed Rustam (1985)
- The Pool, regia di Luis Aira (1987)
- Dixie Lanes, regia di Don Cato (1988)
- Johnny Suede, regia di Tom DiCillo (1991)
- Benvenuti a Woop Woop (Welcome to Woop Woop), regia di Stephan Elliott (1997)
- Little Pieces, regia di Montel Williams (2000)
- Growing Down in Brooklyn, regia di Robert Santoli (2000)
- West from North Goes South, regia di Steve Ashlee e Valerie Silver (2004)

### Televisione
- Jan Murray Time – serie TV (1955)
- Studio One – serie TV, un episodio (1956)
- Appointment with Adventure – serie TV, un episodio (1956)
- Producers' Showcase – serie TV, un episodio (1956)
- The Phil Silvers Show – serie TV, un episodio (1957)
- Climax! – serie TV, episodio 4x07 (1957)
- Tales of Wells Fargo – serie TV, un episodio (1961)
- The New Breed – serie TV, episodio 1x13 (1961)
- Scacco matto (Checkmate) – serie TV, episodio 2x12 (1962)
- The Real McCoys – serie TV, un episodio (1962)
- Route 66 – serie TV, un episodio (1963)
- The Doctors – serie TV, un episodio (1963)
- La legge di Burke (Burke's Law) – serie TV, episodio 1x08 (1963)
- Fanfare for a Death Scene – film TV (1964)
- The Crisis (Kraft Suspense Theatre) – serie TV, un episodio (1964)
- Mr. Broadway – serie TV, episodio 1x09 (1964)
- The Red Skelton Show – serie TV, un episodio (1966)
- L'isola di Gilligan (Gilligan's Island) – serie TV, 98 episodi (1964-1967)
- Bonanza - serie TV, episodio 9x08 (1967)
- Operazione ladro (It Takes a Thief) – serie TV, un episodio (1968)
- Ironside – serie TV, un episodio (1970)
- Le donne preferiscono il vedovo (But I Don't Want to Get Married!), regia di Jerry Paris – film TV (1970)
- Le pazze storie di Dick Van Dyke (The New Dick Van Dyke Show) – serie TV, un episodio (1972)
- Mannix – serie TV, un episodio (1973)
- Call to Danger – film TV (1973)
- Love, American Style – serie TV, 4 episodi (1973)
- Kung Fu – serie TV, un episodio (1974)
- Kojak – serie TV, episodio 1x14 (1974)
- Sulle strade della California (Police Story) – serie TV, 2 episodi (1973-1974)
- Movin' On – serie TV, un episodio (1974)
- Death Scream – film TV (1975)
- Cannon – serie TV, un episodio (1975)
- Marcus Welby (Marcus Welby, M.D.) – serie TV, un episodio (1976)
- Don't Call Us – film TV (1976)
- Look What's Happened to Rosemary's Baby – film TV (1976)
- Nightmare in Badham County – film TV (1976)
- New York Parigi air sabotage '78 (SST: Death Flight) – film TV (1977)
- Love Boat (The Love Boat) – serie TV, un episodio (1979)
- Dallas – serie TV, 5 episodi (1978-1979)
- Friendships, Secrets and Lies – film TV (1979)
- Fantasilandia (Fantasy Island) – serie TV, un episodio (1980)
- The Day the Women Got Even – film TV (1980)
- CHiPs – serie TV, 2 episodi (1980)
- Advice to the Lovelorn – film TV (1981)
- Matt Houston – serie TV, un episodio (1982)
- Supercar (Knight Rider) – serie TV, un episodio (1983)
- Rituals – serie TV (1984-1985)
- Blacke's Magic – serie TV, un episodio (1986)
- Simon & Simon – serie TV, un episodio (1986)
- Santa Barbara – serie TV (1986)
- Sposati con figli (Married with Children) – serie TV, un episodio (1990)
- Monsters – serie TV, un episodio (1991)
- La valle dei pini (All My Children) – serie TV, un episodio (1994)
- Pappa e ciccia (Roseanne) – serie TV, un episodio (1995)
- L.A. Heat – serie TV, un episodio (1999)

## Doppiatrici italiane
- Maria Pia Di Meo in L'agguato, Il boia, Missione compiuta stop. Bacioni Matt Helm
- Rosetta Calavetta in Il piccolo campo, La notte senza legge
- Andreina Pagnani ne L'assedio di Siracusa
- Angiolina Quinterno in La fabbrica delle mogli